# 普兴街道
普兴街道，原为普兴镇，是中华人民共和国四川省成都市新津区下辖的一个镇。2019年12月，撤销普兴镇、金华镇，设立普兴街道。

## 行政区划
普兴街道下辖以下地区：
普兴社区、天宫社区、五峰村、山河村、骑龙村、养正村、雷坡村、前锋村、袁山村、柳江村和顺河村。